# Cesare Billia
Cesare Billia (Verzuolo, 6 ottobre 1863 – Tarhuna, 14 giugno 1915) è stato un militare italiano, ufficiale 63º Reggimento Fanteria, medaglia d'oro al valor militare, medaglia d'argento al valor militare.

## Biografia
Diplomato in  ragioneria a Cuneo, entra nell'Accademia di Modena ottenendo il grado di Sottotenente dei Bersaglieri.
Si arruola volontario in Eritrea nella Guerra contro Re Menelik. Partecipa alla Guerra di Libia (1911-1912) e all'occupazioni di Bengasi. Nella battaglia di Misurata ottiene la medaglia d'argento al Valor militare.
Allo scoppio della prima guerra mondiale partecipa alle operazioni in Africa dove viene gravemente ferito nella battaglia di Gebal Tarthuna, il 18 maggio 1915; muore il 14 giugno dello stesso anno in seguito all'aggravarsi delle sue ferite.
Riceve alla memoria la medaglia d'oro al valor militare.